# M. K. Wren
Martha Kay Renfroe (geboren am 5. Juni 1938 in Amarillo, Texas; gestorben am 20. August 2016 in Lincoln City, Oregon) war eine amerikanische Schriftstellerin, die unter dem Pseudonym M. K. Wren schrieb. Sie veröffentlichte Detektiv- und Science-Fiction-Romane.

## Leben
Renfroe studierte Kunst und kreatives Schreiben an der University of Oklahoma und ließ sich schließlich in Oregon nieder, was sie als Neugeburt beschrieb.
1973 veröffentlichte sie einen ersten Roman, eine Detektivgeschichte mit Conan Joseph Flagg, Buchhändler und Gentleman-Detektiv. Insgesamt erschienen acht Romane in dieser Reihe.
The Phoenix Legacy, ein Science-Fiction-Roman von 500.000 Worten, erschien in drei Bände aufgeteilt 1981. Es handelt sich um eine im 33. Jahrhundert angesiedelte Space Opera. Ein weiterer SF-Roman ist A Gift Upon the Shore (1990), ein postapokalyptischer Roman, in dem zwei Frauen, eine Künstlerin und eine Schriftstellerin, in der zerstörten Welt nach dem Dritten Weltkrieg um die Bewahrung des Wissens kämpfen.
1996 wurde sie mit dem Northwest Writer Award ausgezeichnet.
Renfroe lebte zusammen mit der Künstlerin Ruth Dennis Grover in einem alten Haus in Roads End an der Küste von Oregon. Neben ihrer schriftstellerischen Arbeit unterrichtete sie am Linn-Benton Community College in Albany, Oregon, und an der Portland State University. In den letzten Jahren widmete sie sich der Pflege ihrer über 90-jährigen Freundin Ruth.
2016 ist sie im Alter von 78 Jahren gestorben.

## Bibliografie
Conan Flagg (Krimis)
- Curiosity Didn’t Kill the Cat (1973)
  - Deutsch: Neugier bringt die Katz' nicht um. Übersetzt von Mechtild Sandberg. Goldmann Rote Krimis #4679, 1977, ISBN 3-442-04679-3.
- A Multitude of Sins (1975)
  - Deutsch: Es bleibt in der Familie. Übersetzt von Renate Meyer. Goldmann Rote Krimis #4714, 1978, ISBN 3-442-04714-5.
- Oh, Bury Me Not (1976)
  - Deutsch: Ich, das nächste Opfer. Übersetzt von Christine Frauendorf. Goldmann Thriller #4699, 1978, ISBN 3-442-04699-8.
- Nothing's Certain But Death (1978)
  - Deutsch: Gewiss ist nur der Tod. Übersetzt von Mechtild Sandberg. Goldmann Rote Krimis #4839, 1979, ISBN 3-442-04839-7.
- Seasons of Death (1981)
- Wake Up, Darlin' Corey (1984)
- Dead Matter (1993)
- King of the Mountain (1994)

The Phoenix Legacy (Science-Fiction-Trilogie)
- Sword of the Lamb (1981)
- Shadow of the Swan (1981)
- House of the Wolf (1981)

Romane
- The Medusa Pool (1999)
  - Deutsch: Medusa-Pool. Übersetzt von Annette Blum. Unionsverlag, Zürich 2001, ISBN 3-293-20211-X.
- A Gift Upon the Shore (1990)